# Vitaliano Brancati
Vitaliano Brancati född 24 juli 1907 i Pachino, död 25 september 1954 i Turin, var en italiensk författare, dramatiker och journalist.